# CWA New Blood Dagger
Il CWA New Blood Dagger è un premio annuale dato dall'associazione britannica Crime Writers' Association (CWA) per i primi libri di autori inediti. È dato in memoria del fondatore della CWA, John Creasey, ed era precedentemente conosciuto come John Creasey Memorial Award. L'editore Chivers Press è stato sponsor dall'introduzione del premio nel 1973 fino al 2002, la BBC Audiobooks è stato lo sponsor nel 2003.

## Vincitori
- 1973 - Kyril Bonfiglioli, Mortdecai. Volume 1 (Don't Point That Thing at Me)
- 1974 - Roger L. Simon, Sotto voto spinto (The Big Fix)
- 1975 - Sara George, Acid Drop
- 1976 - Patrick Alexander, Contratto in nero (Death of a Thin-Skinned Animal)
- 1977 - Jonathan Gash, The Judas Pair
- 1978 - Paula Gosling, Bersaglio facile (A Running Duck)
- 1979 - David Serafin, Saturday of Glory
- 1980 - Liza Cody, Dupe
- 1981 - James Leigh, The Ludi Victory
- 1982 - Andrew Taylor, Caroline Miniscule
- 1983 - Eric Wright, The Night the Gods Smiled ex aequo Carol Clemeau, The Ariadne Clue
- 1984 - Elizabeth Ironside, A Very Private Enterprise
- 1985 - Robert Richards, The Latimer Mercy
- 1986 - Neville Steed, La resa dei conti (Tinplate)
- 1987 - Denis Kilcommons, Dark Apostle
- 1988 - Janet Neel, Death's Bright Angel
- 1989 - Annette Roome, A Real Shot in the Arm
- 1990 - Patricia Cornwell, Postmortem
- 1991 - Walter Mosley, Il diavolo in blu (Devil in a Blue Dress)
- 1992 - Minette Walters, La morte ha freddo (The Ice House)
- 1993 - nessun premio
- 1994 - Doug J. Swanson, Big Town
- 1995 - Janet Evanovich, Tutto per denaro (One for the Money) ex aequo Laurie R. King, Il segreto di Eva (A Grave Talent)
- 1996 - nessun premio
- 1997 - Paul Johnston, Body Politic
- 1998 - Denise Mina, La donna di Glasgow (Garnethill)
- 1999 - Dan Fesperman, Il poliziotto di Sarajevo (Lie in the Dark)
- 2000 - Boston Teran, Dio è un proiettile (God Is a Bullet)
- 2001 - Susanna Jones, Dove la terra trema (The Earthquake Bird)
- 2002 - Louise Welsh, La stanza oscura (The Cutting Room)
- 2003 - William Landay, Morte di uno sbirro (Mission Flats)
- 2004 - Mark Mills, Amagansett
- 2005 - Dreda Say Mitchell, Running Hot
- 2006 - Louise Penny, Still Life
- 2007 - Gillian Flynn, Sulla pelle (Sharp Objects)
- 2008 - Matt Rees, Il maestro di Betlemme (The Bethlehem Murders)
- 2009 - Johan Theorin, L'ora delle tenebre (Echoes from the Dead)
- 2010 - Ryan David Jahn, I buoni vicini (Acts of Violence)
- 2011 - S. J. Watson, Non ti addormentare (Before I Go to Sleep)
- 2012 - Wiley Cash, Non puoi tornare a casa (A Land More Kind than Home)
- 2013 - Derek B. Miller, Uno strano luogo per morire (Norwegian by Night)
- 2014 - Ray Celestin, The Axeman's Jazz
- 2015 - Smith Henderson, Redenzione (Fourth of July Creek)
- 2016 - Bill Beverly, Dodgers
- 2017 - Chris Whitaker, Tall Oaks
- 2018 - Melissa Scrivner Love, Lola
- 2019 - Chris Hammer, Scrublands noir (Scrublands)
- 2020 - Trevor Wood, The Man on the Street
- 2021 - Eva Björg Ægisdóttir, The Creak on the Stairs[2]
- 2022 - Janice Hallett, The Appeal
- 2023 - Hayley Scrivenor, Città di polvere (Dirt Town)[3]
- 2024 - Jo Callaghan, In the Blink of an Eye[4]
- 2025 - Katy Massey, All Us Sinners[5]